# Egon Eiermann

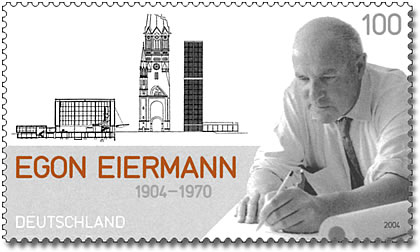
Briefmarke zum 100. Geburtstag Eiermanns im Jahr 2004

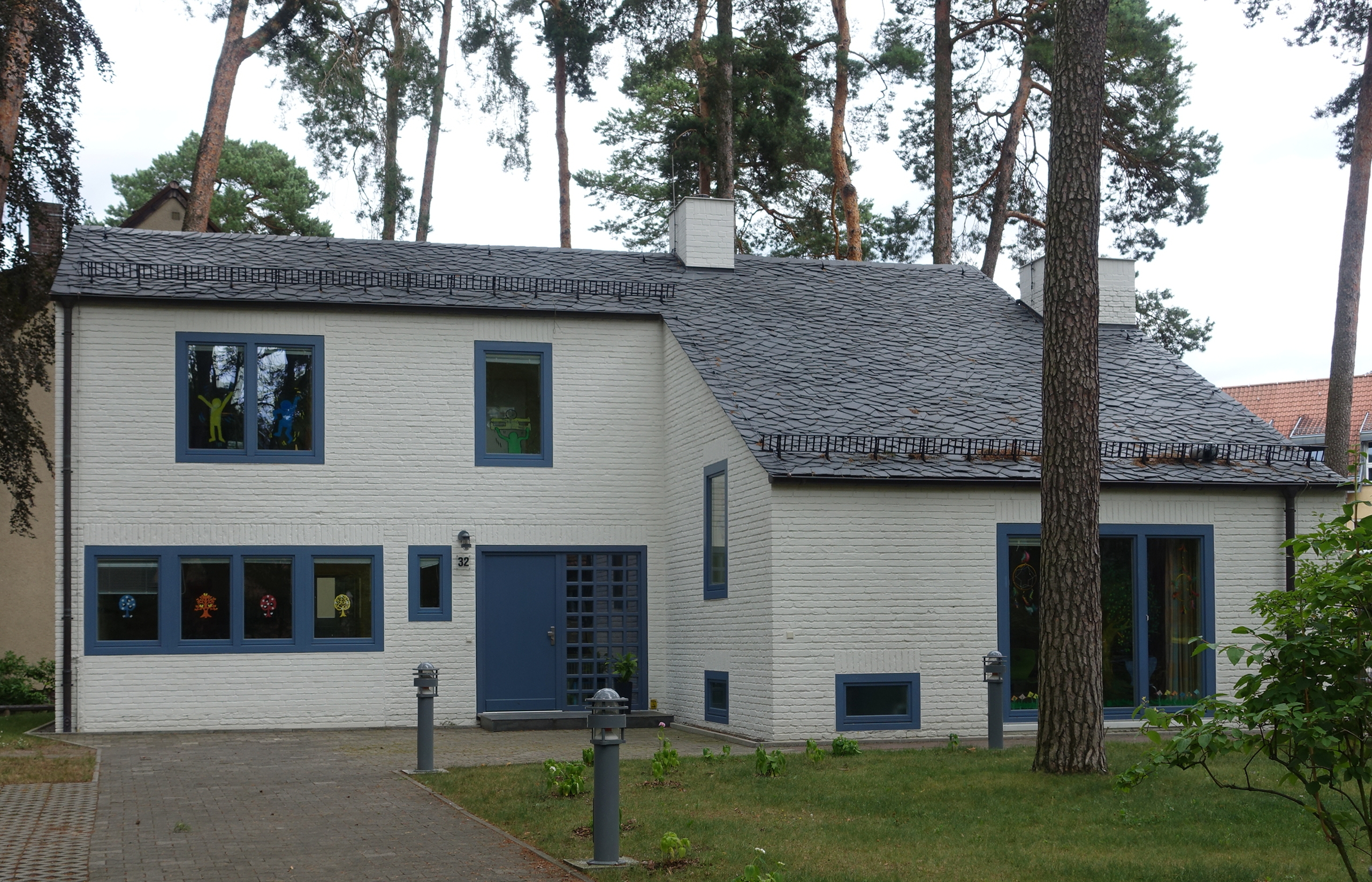
Wohnhaus Dienstbach in Berlin-Nikolassee (1936)

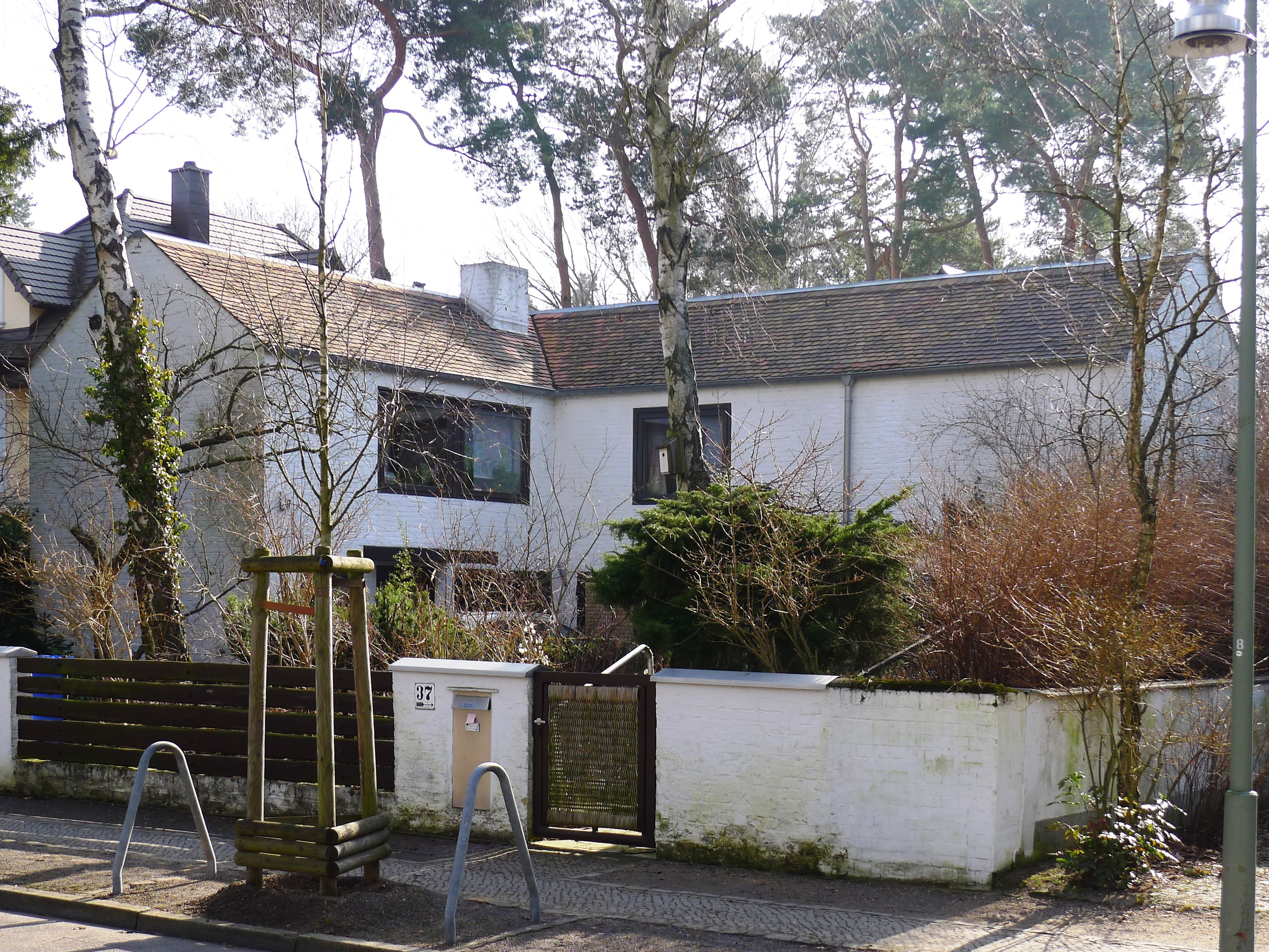
Wohnhaus Steingroever in Berlin-Westend (1936–1937)

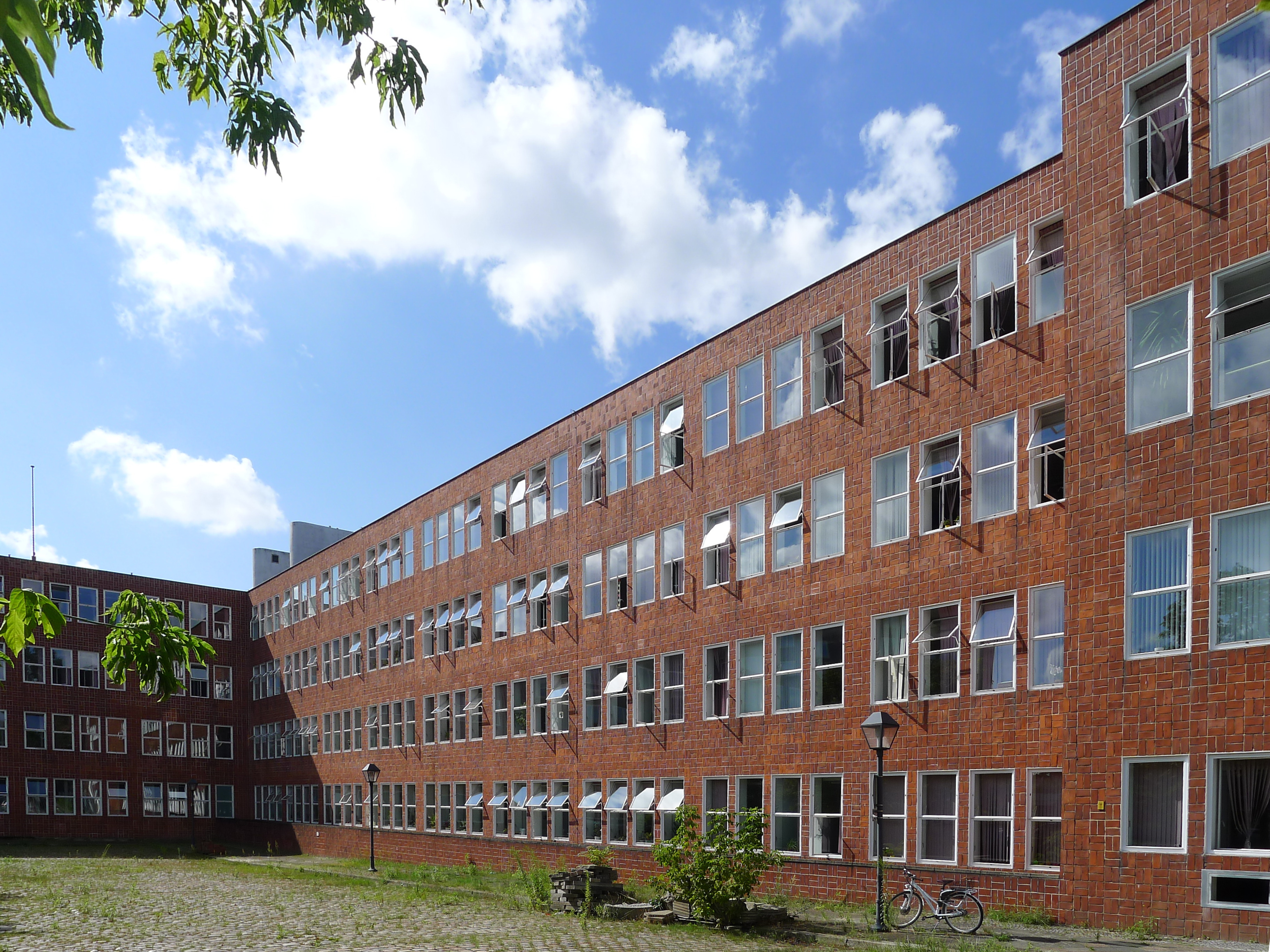
Auergesellschaft in Berlin-Moabit (1937–1938)

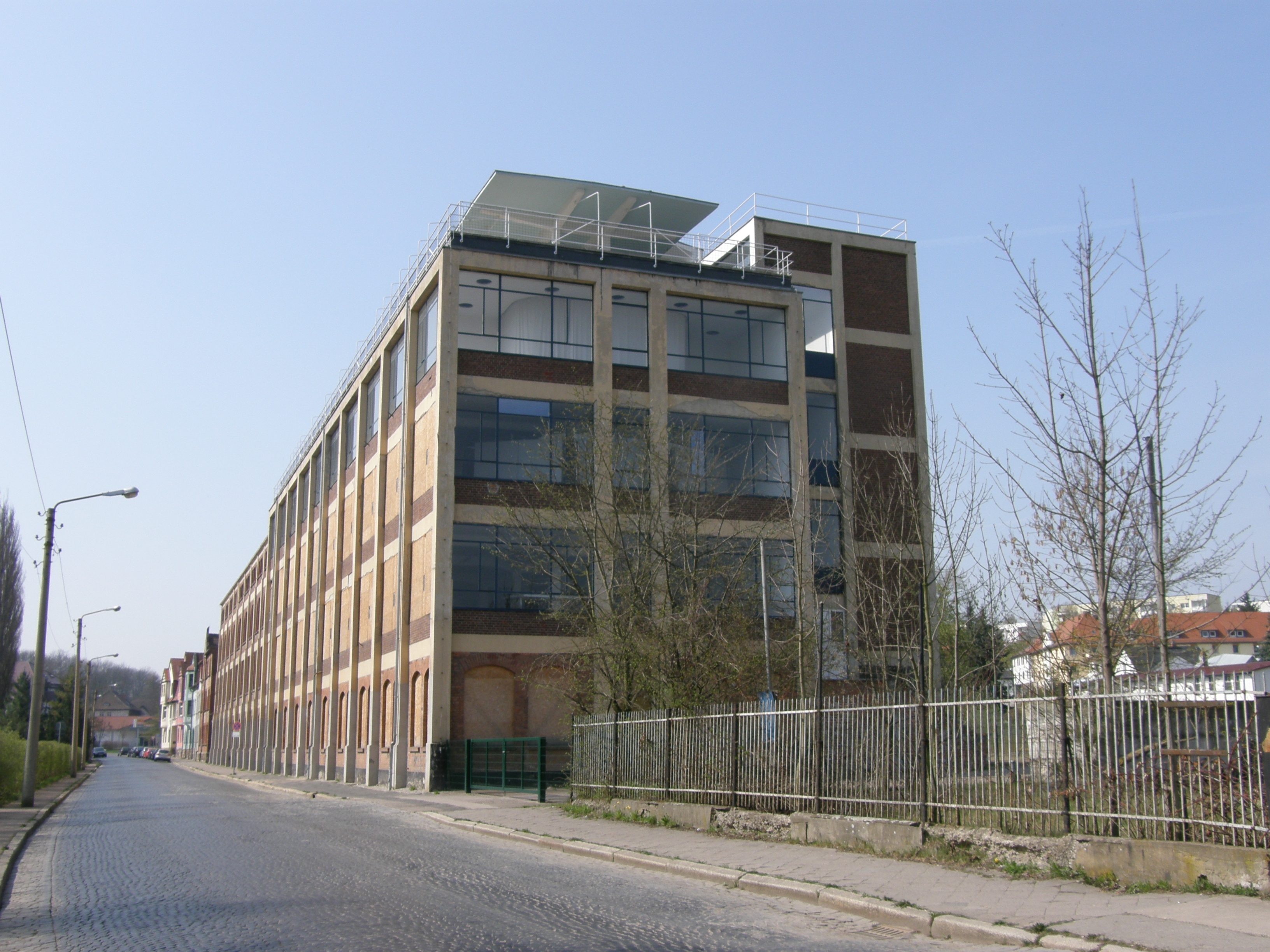
Total-Feuerlöschgerätewerk in Apolda (1938–1939)

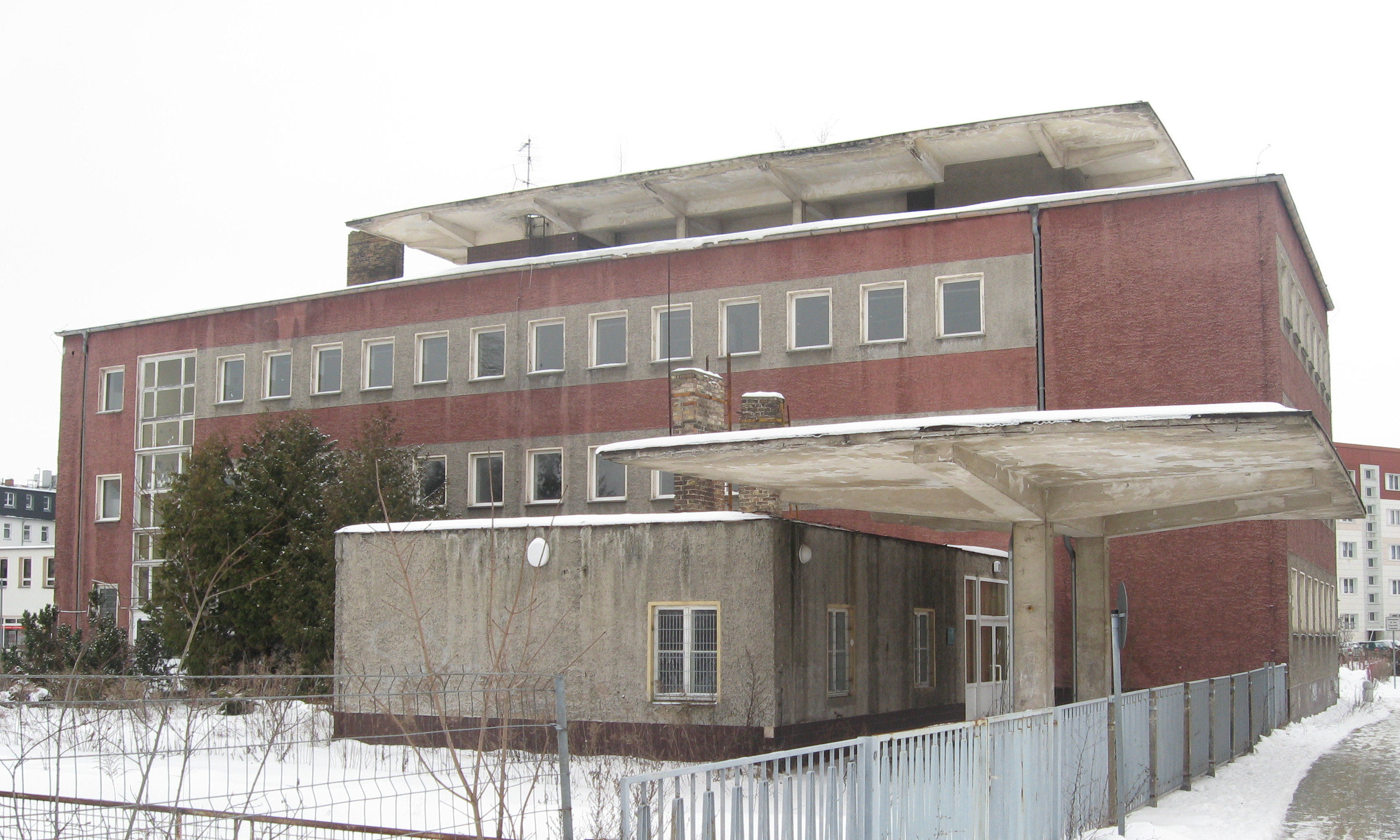
Fabrikanlage Märkischer Metallbau in Oranienburg (1940–1941)

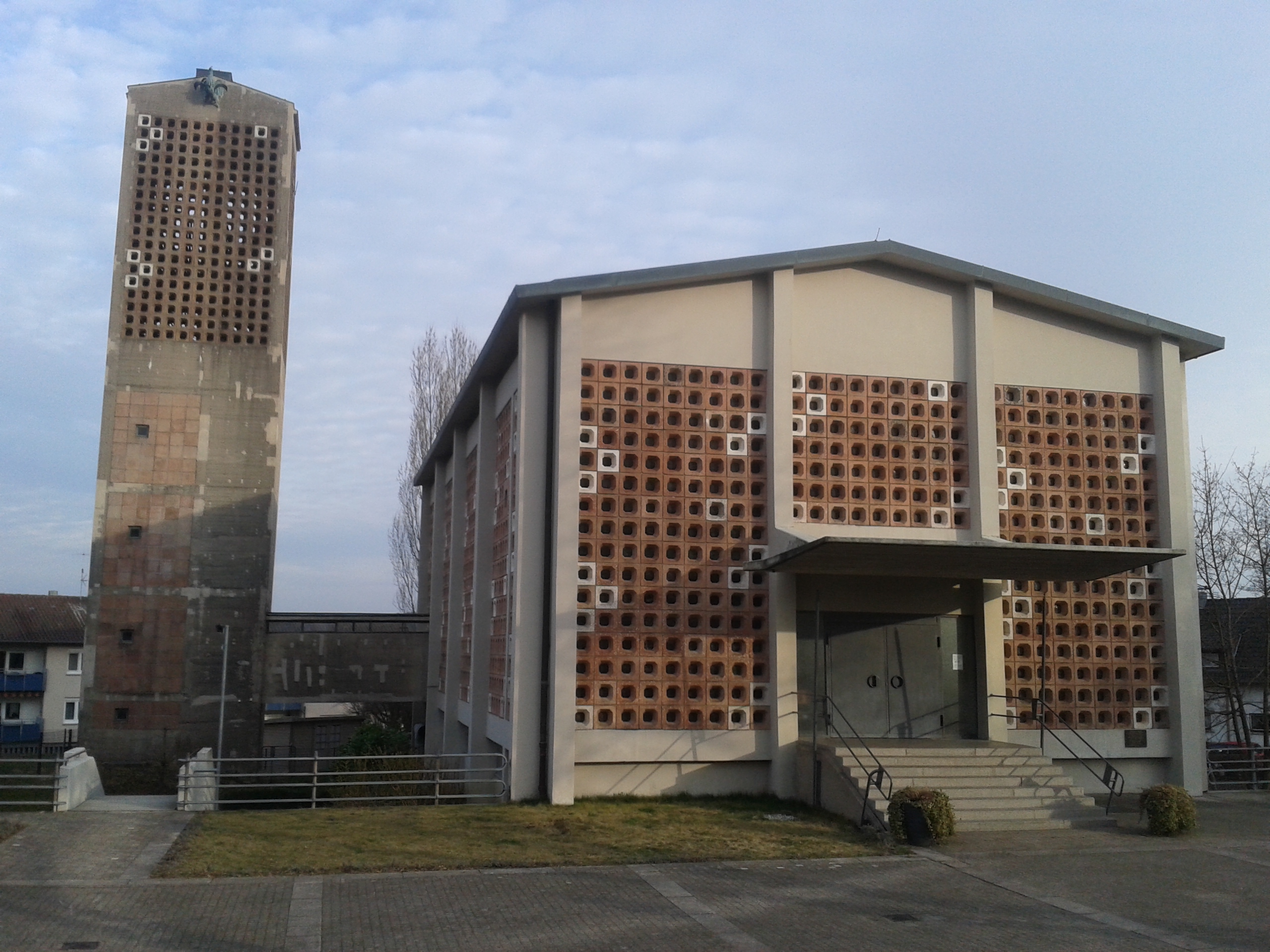
Matthäuskirche in Pforzheim (1951–1953)

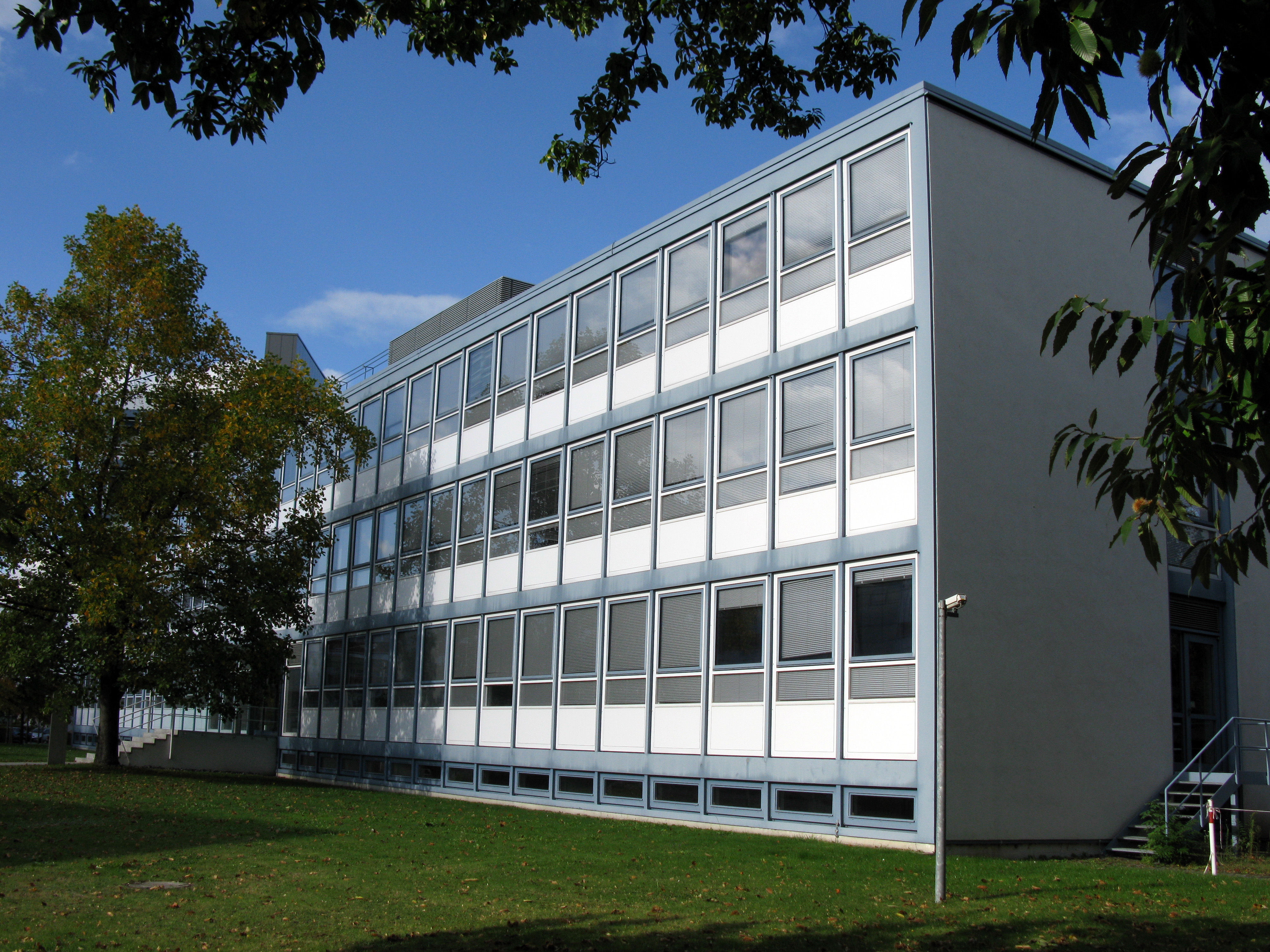
Verwaltungsgebäude Burda-Moden in Offenburg (1953–1954)

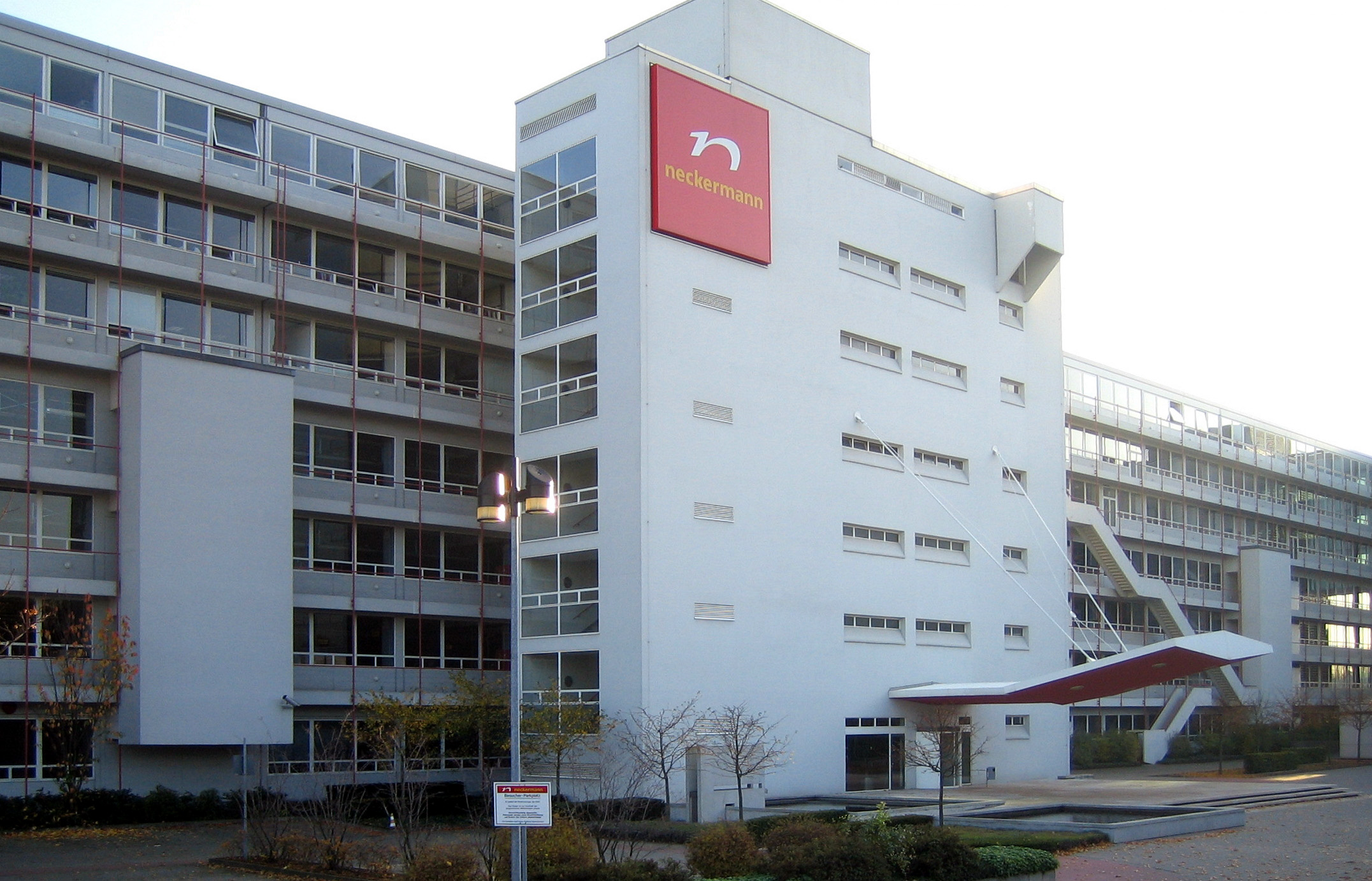
Neckermann-Zentrale in Frankfurt/M. (1958–1961)

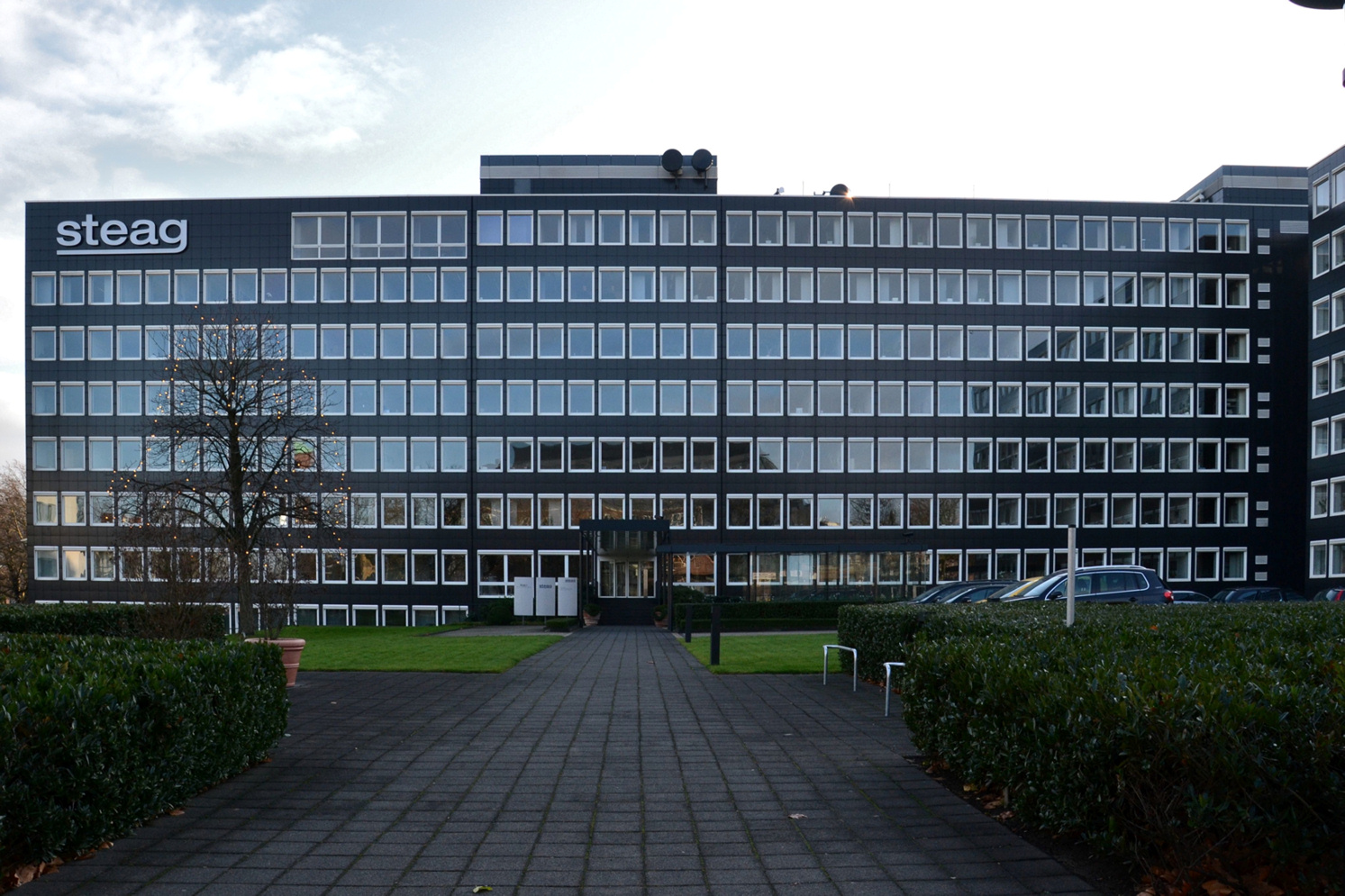
Ruhrkohlehaus II in Essen (1956–1960)

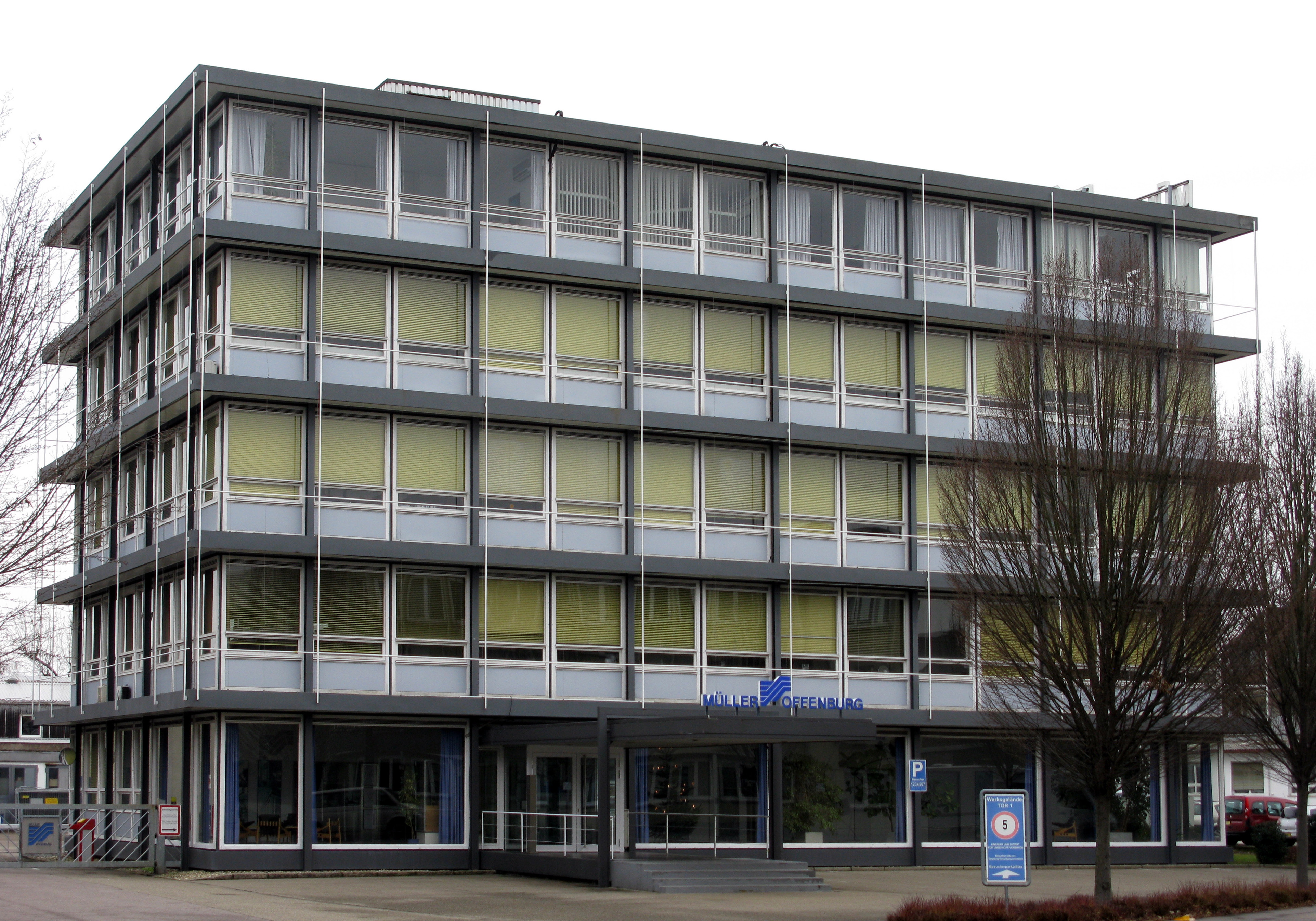
Verwaltungsgebäude des Stahlbauwerks Gustav Müller in Offenburg (1958–1961)

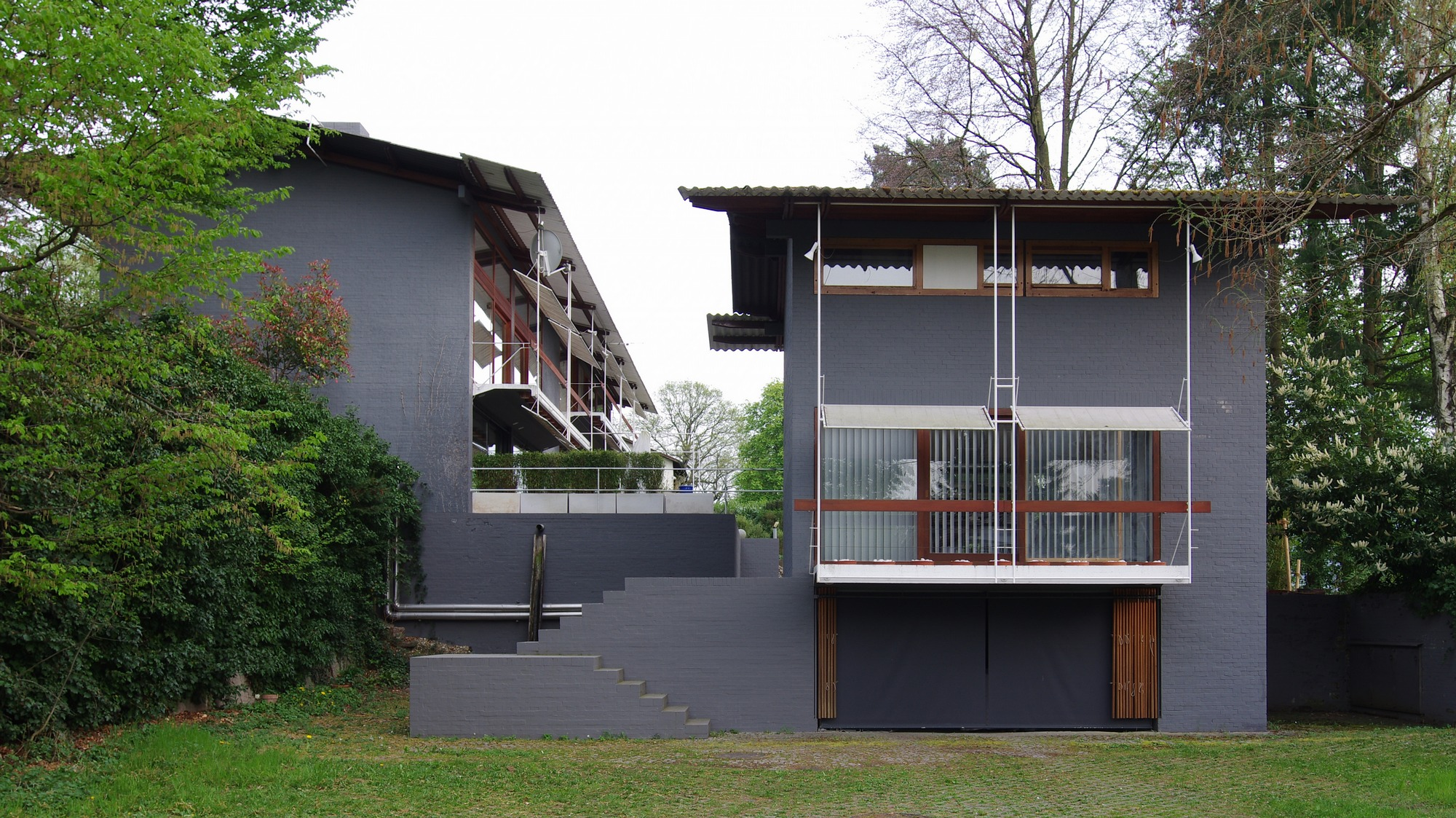
Eiermanns eigenes Wohnhaus in Baden-Baden (1958–1962)

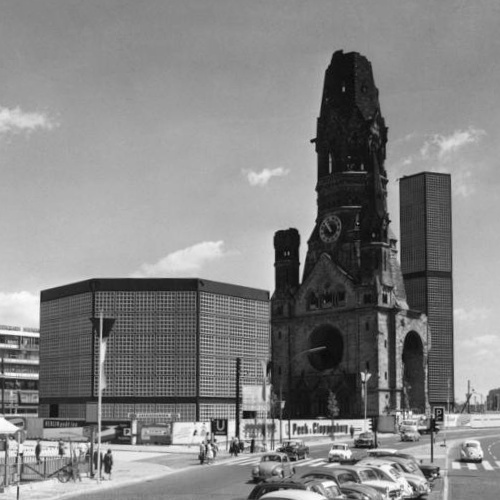
Kaiser-Wilhelm-Gedächtniskirche in Berlin (1959–1963)

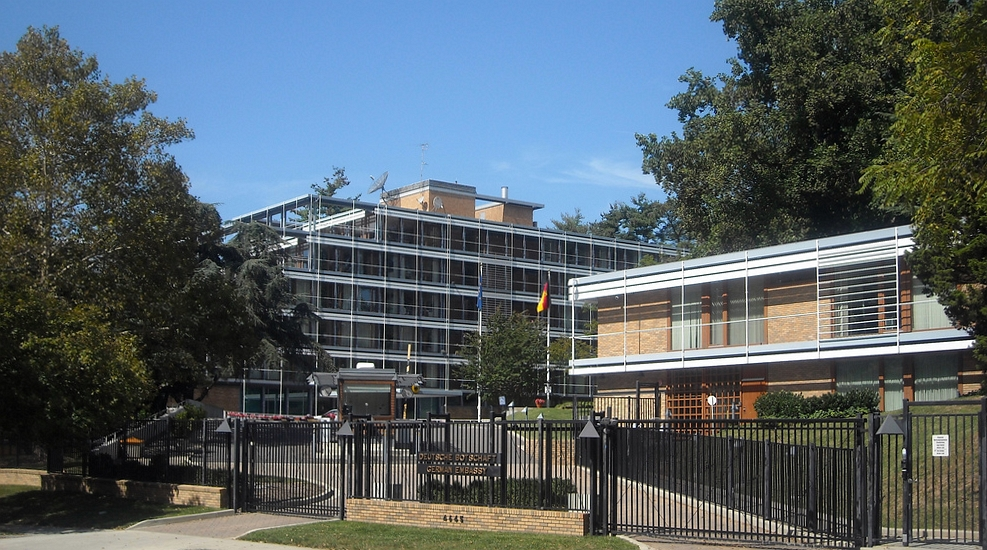
Deutsche Botschaft Washington, D.C. (1959–1964)

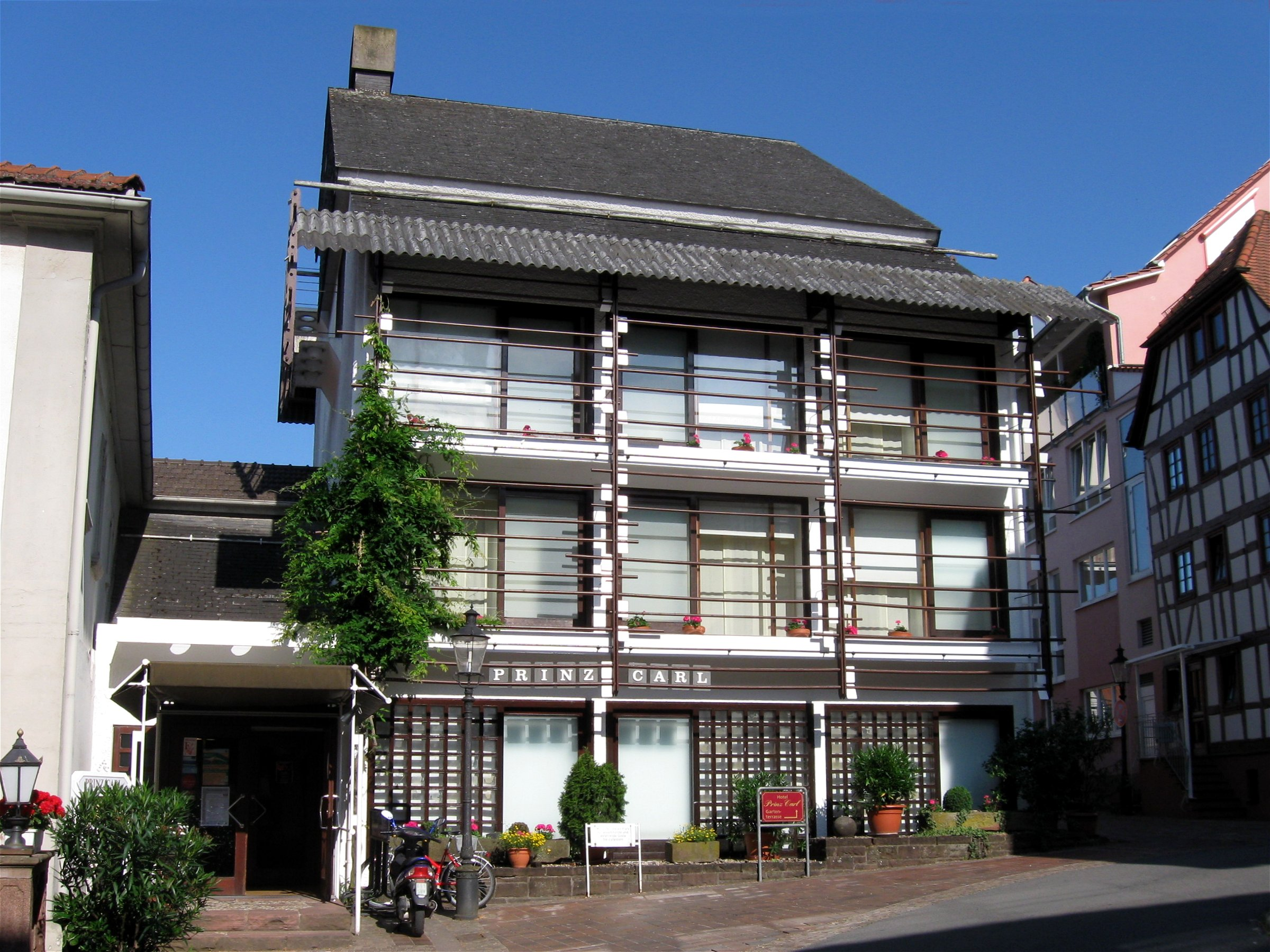
Hotel Prinz Carl in Buchen/Odenwald (1965–1967)

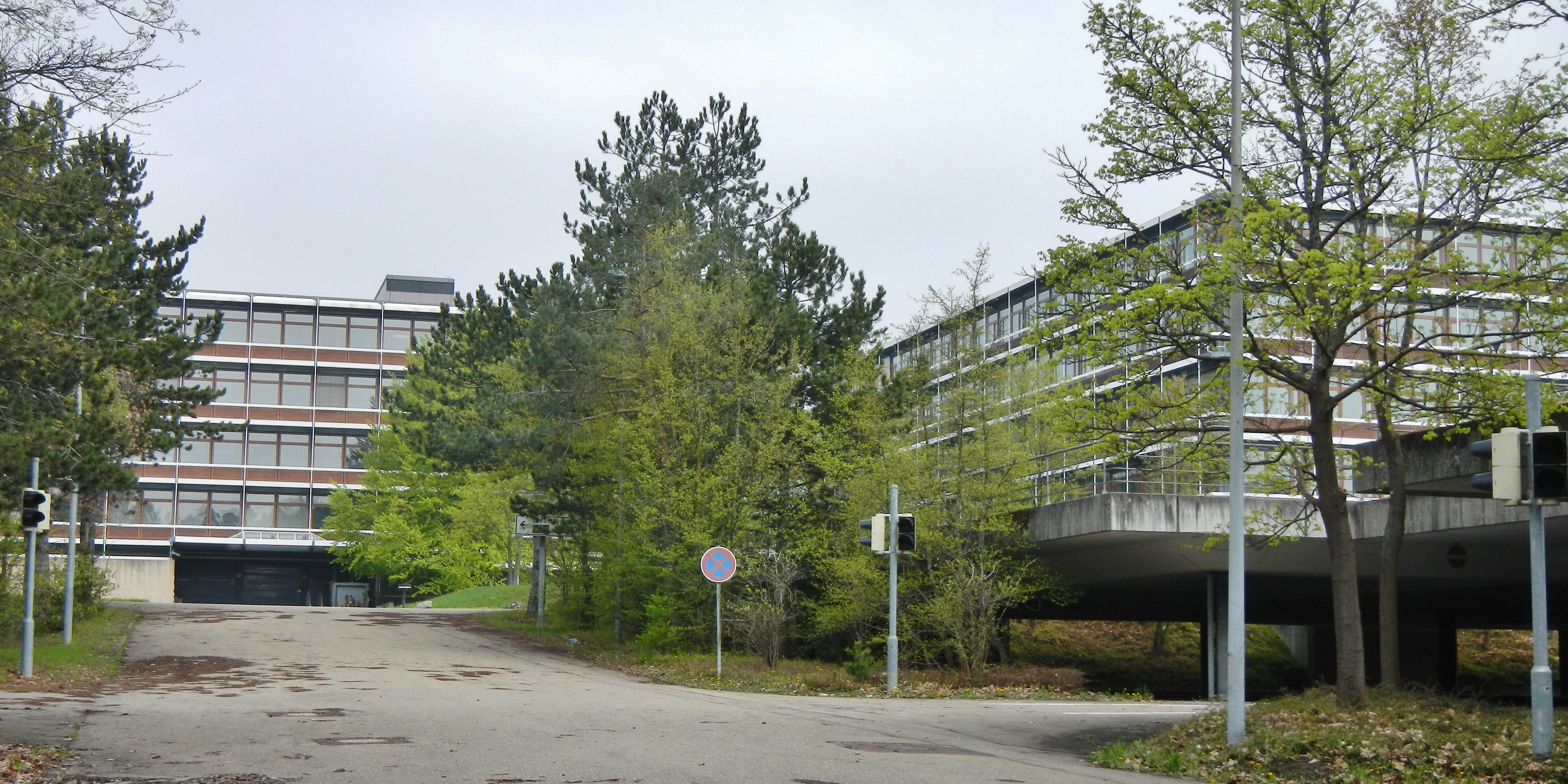
Ehemaliges IBM-Hauptquartier in Stuttgart (1967–1972)

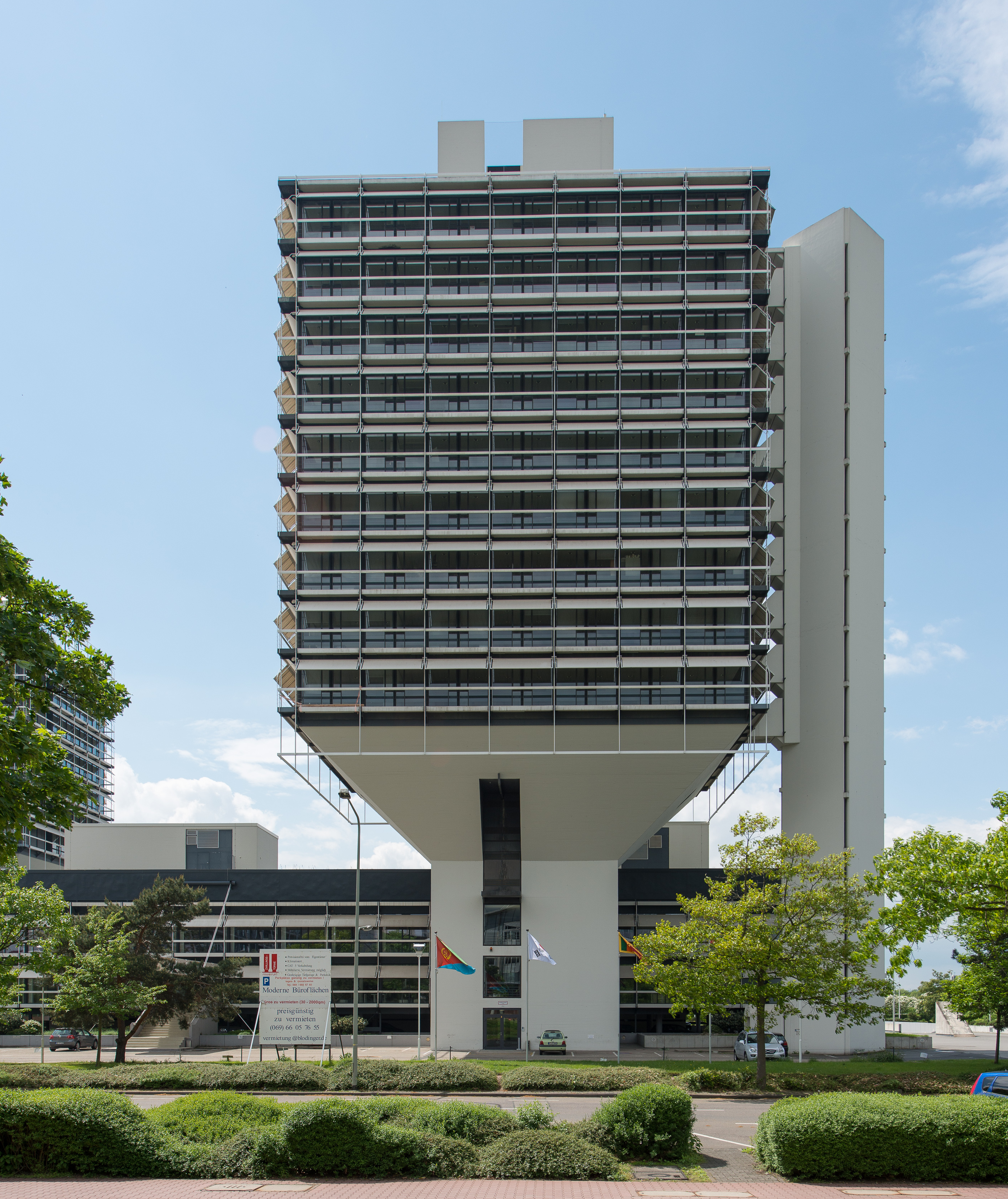
Olivetti-Niederlassung in der Bürostadt Frankfurt-Niederrad (1968–1972)

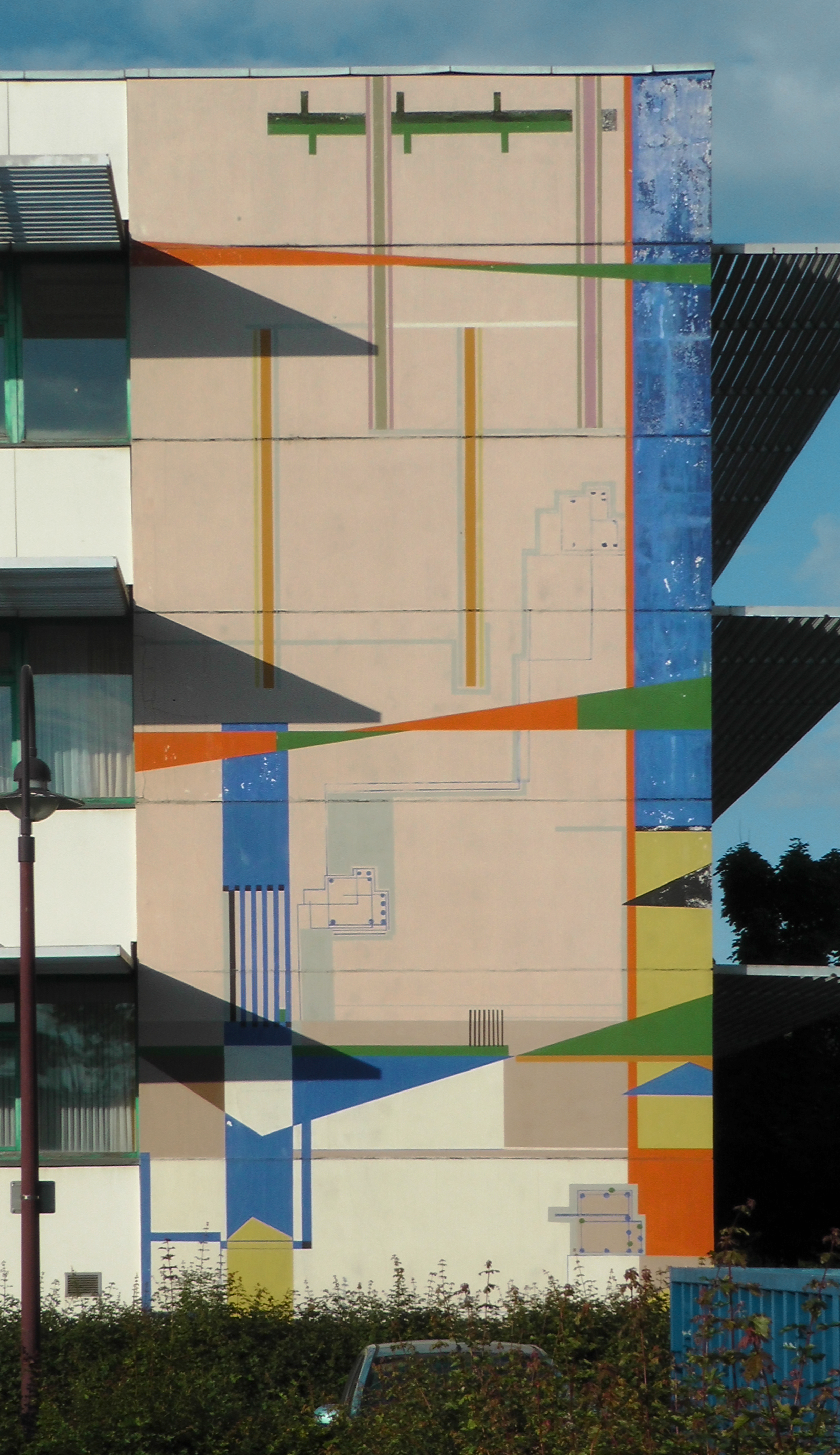
Meistermann-Fresko am Verwaltungsgebäude der Firma Zettelmeyer in Konz (1970)

Egon Fritz Wilhelm Eiermann (* 29. September 1904 in Neuendorf; † 19. Juli 1970 in Baden-Baden) war ein deutscher Architekt, Möbeldesigner und Hochschullehrer. Er gilt als einer der bedeutendsten deutschen Architekten der Nachkriegsmoderne. Eiermann war ordentlicher Professor an der Architekturfakultät der Technischen Hochschule Karlsruhe.

## Leben

### Herkunft und Ausbildung
Egon Eiermanns Vater Wilhelm (1874–1948), der aus Buchen im badischen Odenwald stammte, war Konstrukteur bei der Lokomotivenfabrik Orenstein & Koppel in Nowawes. Seine Mutter war die Berlinerin Emma Gellhorn (1875–1959). Er hatte in Katharina (1906–1961) eine jüngere Schwester.
Nach dem Abitur am Althoff-Gymnasium und dem Architekturstudium an der Technischen Hochschule Berlin bei Hans Poelzig von 1923 bis 1927 ging Egon Eiermann in das Baubüro der Rudolph Karstadt AG in Hamburg (unter Leitung von Philipp Schaefer) und anschließend zu den Berliner Elektrizitätswerken.

### Familie
Im Jahr 1940 heiratete Eiermann die Innenarchitektin Charlotte Friedhelm (1912–2001). Aus der Ehe, die bis 1952 bestand, ging Sohn Andreas (geboren 1942) hervor. 1954 heiratete er die Architektin Brigitte Feyerabendt (1924–2019), die zuvor an der TH Karlsruhe unter anderem bei Eiermann studiert hatte. Aus dieser Ehe ging die Tochter Anna (geboren 1956) hervor. Die Familie Eiermann wohnte einige Jahre in Karlsruhe. 1962 baute sich Eiermann ein Wohnhaus mit Atelier an der Straße Krippenhof in Baden-Baden. Die Villa Eiermann und die 1960 vollendete Villa Hardenberg sind (abgesehen von der Siedlung Hettingen) Eiermanns einzige Wohnhäuser der Nachkriegszeit. Obwohl sie im Nachkriegswerks Eiermanns ein Alleinstellungsmerkmal haben, markieren sie den Höhepunkt seiner Tätigkeit als Schöpfer von Wohnhäusern. Dass die beiden Häuser in Baden-Baden errichtet wurden, ist im Hinblick auf die dortige Villenkultur kein Zufall. Die Villa ist eine typische Bauaufgabe der Kurstadt.
Egon Eiermann wurde im Familiengrab auf dem Friedhof in Buchen beigesetzt.

## Wirken

### Bürogründung und erste Erfolge
Ab 1931 entwarf er in einem zusammen mit Fritz Jaenecke (1903–1978) gegründeten Büro zunächst diverse Wohnhäuser in Berlin und Umgebung. Die Auftragslage verbesserte sich dabei rapide. Jaenecke stieg 1934 wegen persönlicher Differenzen mit Eiermann aus der Büropartnerschaft aus. Zwischen 1934 und 1938 wurden nach Vorgaben und unter Leitung von Eiermann sämtliche Geschäftsstellen des Berliner Bestattungsunternehmens Grieneisen in einheitlichem Corporate Design umgestaltet (Fassaden, Innenausstattung, sowie als Logo ein dreiarmiger Leuchter mit Schriftzug und Jahreszahl).
Für die NS-Propagandaausstellung Gebt mir vier Jahre Zeit gestaltete Eiermann Halle II und den Filmraum auf dem Messegelände in Berlin. Eiermann hatte sich 1936 an einem vom Propagandaministerium ausgeschriebenen Wettbewerb für die Schau beteiligt, die unter der Schirmherrschaft von Joseph Goebbels stand und 1937 von Adolf Hitler persönlich eröffnet wurde. Ein Kniefall vor dem NS-System ist das je nach Quelle 18 oder 20 Meter hohe „Führerportrait“ in der Ausstellungshalle, umgeben von Maschinen, Motoren und Waffen, die die Dynamik des NS-Staats zeigen sollten. Hitler war hingerissen. „Führer ist begeistert“, schrieb Goebbels in sein Tagebuch.
Ab 1938 plante das Büro Industriebauten, z. B. für die Auergesellschaft in Berlin, die Total-Werke Foerstner & Co. in Apolda, die Märkische Metallbau GmbH in Oranienburg und die Rickmerswerft in Bremerhaven.
1942 entwarf Eiermann die Krankenhaus-Sonderanlage Beelitz (sog. Ausweichkrankenhaus) in Beelitz-Heilstätten bei Berlin. 1943 bis 1945 verlegte er sein Büro und Wohnsitz von Berlin in ein Nebengebäude dieses Krankenhauses, da ihm die Waldlage bei Bombardierungen sicherer erschien.
Eiermann ist ein typischer Vertreter der modernen Architekten in Deutschland, die sich im NS-Regime vor allem auf Industriebau konzentriert haben, weil der Gestaltungsfreiraum dort größer war als bei öffentlichen Bauaufgaben. Eiermann legte zwischen 1933 und 1945 den Grundstein für seinen Erfolg in der jungen Bundesrepublik und hat aber das getan, was alle Deutschen getan haben, die in dieser Zeit beruflich erfolgreich sein wollten. Er hat sein Gewissen hintenangestellt und sich den gesellschaftlichen Rahmenbedingungen des verbrecherischen Regimes angepasst. Das gilt auch für die meisten Bauherren Eiermanns nach 1945.

### Nachkriegszeit
Da sich Eiermann im nationalsozialistischen Deutschland vorrangig dem Industriebau widmete, konnte er sich unbehelligt weiter stilistisch in einer modernen Richtung entwickeln. Er setzte seine Leichtigkeit und Frische vermittelnde, den Fortschritt symbolisierende Architektur selbst bei Rüstungsbetrieben, wie z. B. der Rickmerswerft, ohne politische Bedenken um. Es gelang ihm, seine Karriere ungehindert im Nachkriegs-Westdeutschland fortzusetzen, was ihn schließlich zu einem der einflussreichsten Architekten seiner Zeit werden ließ. Seine in Stahlskelettbauweise ausgeführten Industriebauten, wie die 1949 bis 1951 entstandene Taschentuchweberei in Blumberg, eine klar gefügte Fabrikanlage (im Herbst 2009 abgebrochen), für die er den Hugo-Häring-Preis erhielt, erlangten in den Jahren des Wiederaufbaus Vorbildcharakter.
1946 bis 1948 war er zunächst selbstständiger Architekt in Mosbach im Odenwald. 1947 folgte Eiermann als Nachfolger auf den Lehrstuhl von Hermann Alker einem Ruf als Professor an die Fakultät für Architektur an der Technischen Hochschule Karlsruhe. Er lehrte dort bis kurz vor seinem Tod im Jahre 1970 und prägte für lange Zeit das Profil der Hochschule. Zu seinen Schülern gehörten der spätere Erbauer der Ruhr-Universität Bochum, Hans-Günther Bierwirth, der einen Teil seiner Assistentenzeit bei Eiermann verbrachte sowie der Architekturtheoretiker Oswald Mathias Ungers. und der Architekturfotograf Klaus Kinold.
In der Architektur und auch in der Lehre war Eiermann der Antipode des in Berlin lehrenden Hans Scharoun, dessen organischer Architektur er die geometrische Strenge und Präzision moderner Architektur in der Tradition eines Ludwig Mies van der Rohe entgegensetzte.
Auf Studienreisen in die USA lernte er 1950 Walter Gropius und Marcel Breuer kennen, 1956 auch Ludwig Mies van der Rohe.
1951 bis 1953 wurde im Pforzheimer Stadtteil Arlinger nach Plänen von Egon Eiermann die Matthäuskirche erbaut; sie gehört zu den wichtigsten Kirchenneubauten der Nachkriegsmoderne. Vorbild war die französische Kirche Notre-Dame in Le Raincy bei Paris von Auguste Perret (1922).
Einen weiteren Höhepunkt seiner Karriere markierte der international beachtete, Deutsche Pavillon für die Weltausstellung in Brüssel, den er in Zusammenarbeit mit Sep Ruf als elegante Pavillongruppe aus acht durch Stege verbundenen Einzelbauten entwarf. Dieses Gebäude wurde, ähnlich wie der Kanzlerbungalow von Sep Ruf in Bonn, zum Symbol eines neuen, bescheidenen und weltoffenen Deutschland der Nachkriegszeit.
Im Jahr 1967 hatte Egon Eiermann den Vorsitz der Jury im Architekturwettbewerb für den Olympiapark in München. Der Vorschlag von Behnisch & Partner mit der berühmten Zeltdachkonstruktion ging dabei als Sieger unter 93 Einsendungen hervor.
Die wichtigsten Bauten der letzten Schaffensperiode sind der Eiermann-Campus für IBM in Stuttgart-Vaihingen sowie die signifikant trichterartigen, als Hängehochhaus konzipierten Verwaltungstürme der Firma Olivetti in Frankfurt am Main, die erst zwei Jahre nach seinem Tod fertiggestellt wurden.
Ein viel kritisierter Aspekt in Eiermanns Biografie ist seine Tätigkeit für die Merkur, Horten & Co. in Stuttgart. Dort war er beteiligt an einem Kaufhausneubau an der Stelle des berühmten Kaufhauses Schocken von Erich Mendelsohn. Um seinen eigenen Bau zu realisieren, nahm er einen Abriss dieses architektonischen Jahrhundertwerks trotz der Proteste der Stuttgarter Architektur-Studenten und zahlreicher deutscher und ausländischer Architekten und Kunstwissenschaftler in Kauf. Der Neubau 1960/61 für Horten war eines der ersten Gebäude mit einer vorgesetzten abstrakten Fassade, die das Gebäude nahezu vollständig bekleidet, dabei keinen Bezug auf den stadträumlichen Kontext nimmt und die innere Gliederung sowie den Maßstab des Gebäudes nicht ablesbar macht, siehe auch Hortenkachel, ein Prinzip, als dessen Erfinder Eiermann bisweilen fälschlicherweise bezeichnet wird.

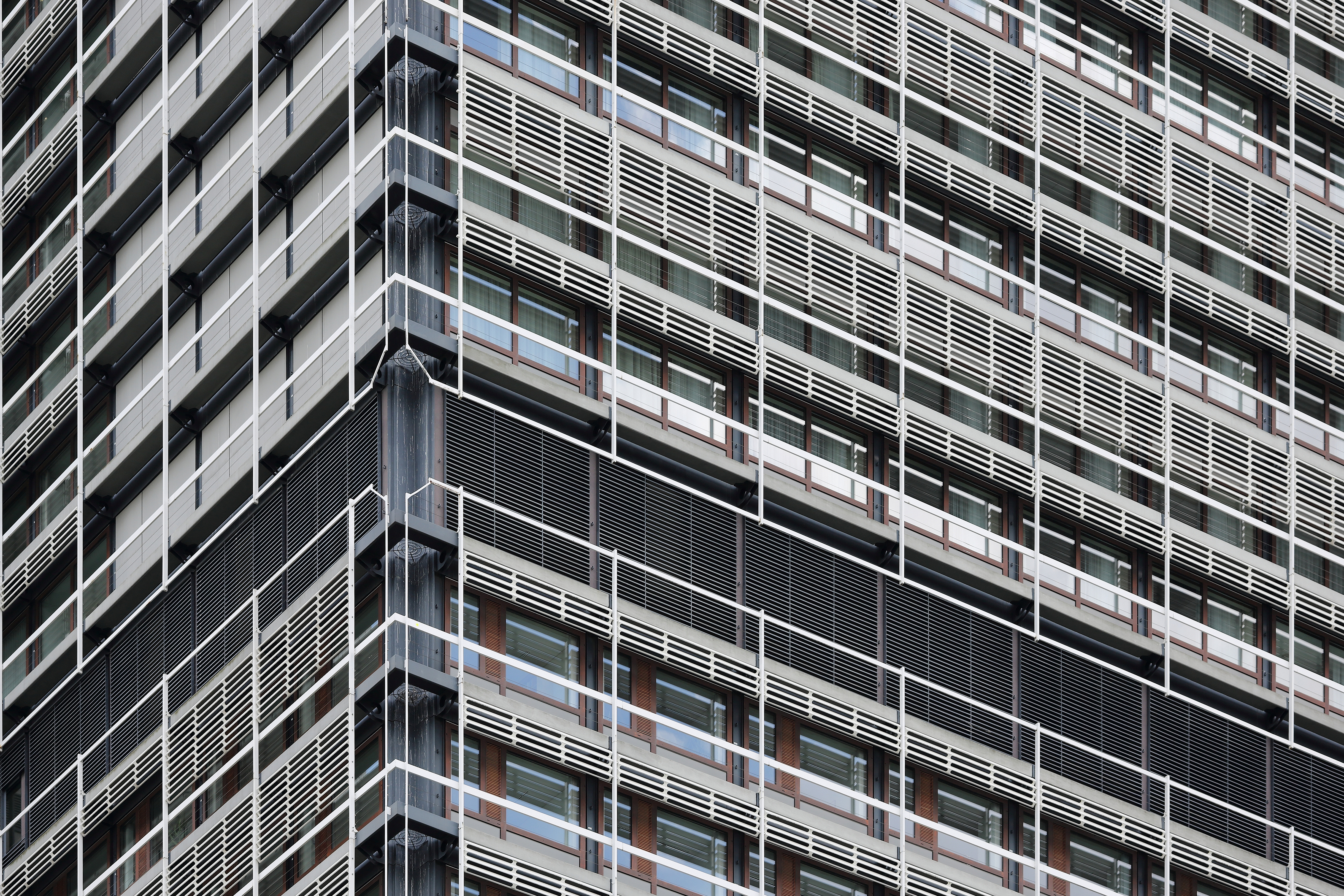
Langer Eugen, Bonn – Detail

## Werk
Egon Eiermanns Architektur zeichnet sich durch Einfachheit, strenge Geometrie und unmittelbare Erkennbarkeit der Funktion aus. Wie bei vielen Architekten der Moderne nehmen seine Bauten in der Regel keinen Bezug auf die umgebende Stadtlandschaft, obwohl es ihm seiner Auffassung nach wichtig erschien, eine gelungene Verschmelzung von Gebäude und Umgebung zu erschaffen.
Mehr als 30 Bauten Eiermanns stehen in Deutschland unter Denkmalschutz. Sein umfangreiches Werkarchiv liegt im Südwestdeutschen Archiv für Architektur und Ingenieurbau.

### Bauten
- 1931–1932: Haus Hesse in Berlin-Lankwitz[13] Lage
- 1934: Einfamilienhaus Kleinwächter[14] , Lage
- 1934–1935: Wohnhaus Dr. Bolle in Berlin-Dahlem[15] Lage
- 1936: Wohnhaus Dienstbach in Berlin-Nikolassee[16] Lage
- 1936: Wohnhaus Paul Henckels in Kleinmachnow[17] Lage
- 1936–1937: Wohnhaus Steingroever in Berlin-Westend[18][19] Lage
- 1936–1937: Wohnhaus Matthies in Potsdam-Babelsberg Lage
- 1938: Fabrikanlage der Auergesellschaft in Berlin-Moabit[20] Lage
- 1938–1939: Total-Feuerlöschgerätewerk in Apolda[21] Lage
- 1940–1941: Haus Vollberg in Berlin-Grunewald (Gartenanlagen von Herta Hammerbacher)[20] Lage
- 1940–1941: Märkische Metallbau GmbH in Oranienburg[22] Lage
- 1946–1948: Siedlung für Heimatvertriebene Neue Heimat in Buchen-Hettingen[23]
- 1949–1951: Taschentuchweberei in Blumberg (2009 abgebrochen)[24]
- 1951: Warenhaus Merkur in Heilbronn (1968 gesprengt)
- 1953–1954: Verwaltungsgebäude der Burda-Moden in Offenburg (2001 von Ingenhoven Overdiek und Partner renoviert)[25]
- 1953–1956: Verwaltungs- und Lagergebäude der Vereinigten Seidenweberei, kurz Verseidag, in Krefeld; heute Stadthaus Krefeld, bedeutendes Baudenkmal der deutschen Nachkriegsarchitektur der 1950er Jahre
- 1956–1960: Ruhrkohlehaus II für die Essener Steinkohlen-Bergwerke AG (später Ruhrkohle AG)[26] 1994 von Kohl:Fromme Architekten für die Steag AG saniert und erweitert. Auffallend ist die Gestaltung der Fassade mit schwarzen keramischen Fliesen.
- 1958–1960: Firmenzentrale für die Neckermann Versand AG in Frankfurt am Main[27]
- 1958–1961: Verwaltungsgebäude für Stahlbau Müller in Offenburg[28]
- 1958–1962: eigenes Wohnhaus (Krippenhof 16–18) und Wohnhaus Graf Hardenberg (Hermann-Sielcken-Straße 47) in Baden-Baden[29]
- 1959–1963: Eiermann gewann 1956 den für die Kaiser-Wilhelm-Gedächtniskirche in Berlin ausgeschriebenen Wettbewerb. Nach einer Überarbeitung des Entwurfs bekam er 1957 den Zuschlag für die Realisierung, unter der Bedingung, dass die Ruine des Turms erhalten bleiben musste. Im realisierten Entwurf wurde die Turmruine auf einer durch Stufen abgehobenen Plattform von einem achteckigen Hauptbau und einem sechseckigen, schlanken Turm in die Mitte genommen. Die Matthäuskirche Pforzheim war dabei Vorbild und Referenz.[30] Lage
- 1959–1964: Deutsche Botschaft in Washington, D.C., terrassenförmige Anlage für 140 Angestellte, die der Geländeform Rechnung trägt.
- 1963: Verwaltungsgebäude der MiRO in Karlsruhe[31]
- 1965: Muster-Fertighäuser in Offenbach-Lauterborn für den Neckermann-Versand. Diese haben alle ein weitläufiges Atrium.[32]
- 1965–1967: Anbau für das Hotel Prinz Carl in Buchen im Odenwald. Dieser Bau ist heute noch einschließlich der selbst entworfenen Zimmer und Einrichtungen erhalten und in Betrieb.
- 1965–1969: Abgeordneten-Hochhaus des Bundestags in Bonn, später auch Langer Eugen tituliert
- 1966–1968: Verwaltungsgebäude der Hochtief AG in Frankfurt am Main (2004 abgerissen)[33]
- 1967–1972: IBM-Hauptquartier in Stuttgart (Leerstand seit 2009)
- 1970: Verwaltungsgebäude der Firma Zettelmeyer in Konz mit Außenfresken von Georg Meistermann, heute Stadtbibliothek

### Design
Nicht nur als Architekt war Eiermann geschätzt, auch im Möbeldesign hat er nachhaltig eine Design-Generation geprägt. Eiermann war der erste, der in Deutschland nach dem Zweiten Weltkrieg (1948/1949) Serienmöbel entwickelte, die internationalem Maßstab an Form und Funktionalität standhielten. Ihm ist es zu verdanken, dass Deutschland nach den Jahren der nationalsozialistischen Isolation wieder an seine Vergangenheit (Deutscher Werkbund, Bauhaus) anknüpfen und in den Kreis der vorbildlichen Designnationen eintreten konnte. Als führendes Haupt der Zweiten Moderne auf dem Gebiet des Möbeldesigns ist Eiermanns Rolle für die moderne deutsche Möbelgestaltung nicht zu unterschätzen.
1953 entwarf Egon Eiermann das Tischgestell Eiermann 1 mit schrägen, in einer Ebene liegenden Kreuzstreben. Ein leicht abgewandeltes Gestell von 1965, das unter der Bezeichnung Tischgestell Eiermann 2 bekannt ist, stammt nicht von Eiermann selbst. Der Werkstattleiter an der Technischen Hochschule Karlsruhe, Adam Wieland, modifizierte das Original so, dass es zerlegbar und leicht transportabel war. Diese Version des Tischgestells wird noch heute unter dem Namen E2 in Karlsruhe hergestellt und vertrieben.
Anfang der 1960er Jahre entwickelte Eiermann für das Berliner Bestattungsunternehmen Grieneisen, für das er bereits in den 1930er Jahren tätig war, innovative Särge z. B. für Überführungen per Flugzeug.
Zu seinen wegweisenden Entwürfen zählen u. a. der Stahlrohrstuhl SE 68 (1950), der Korbsessel E 10 (1952), der Holzklappstuhl SE 18 (1953; ausgewählt für das Museum of Modern Art in New York) und der Kirchenstuhl SE 121 (1960/1961) – immer noch zu sehen in der Kaiser-Wilhelm-Gedächtniskirche in Berlin. Viele seiner Entwürfe sind noch heute erhältlich.
Der Name Eiermann haftet noch heute einigen Gegenständen an. So steht das oben erwähnte Eiermann-Gestell noch heute in vielen Architekturbüros. Die vor allem in Karlsruhe fälschlicherweise Eiermann-Schiene genannte Seilschiene zum Tuschezeichnen wird man dort nur noch selten antreffen. Der für den Möbelhersteller Wilde + Spieth entworfene Schreibtischstuhl ist bis heute als Eiermann-Stuhl bekannt.

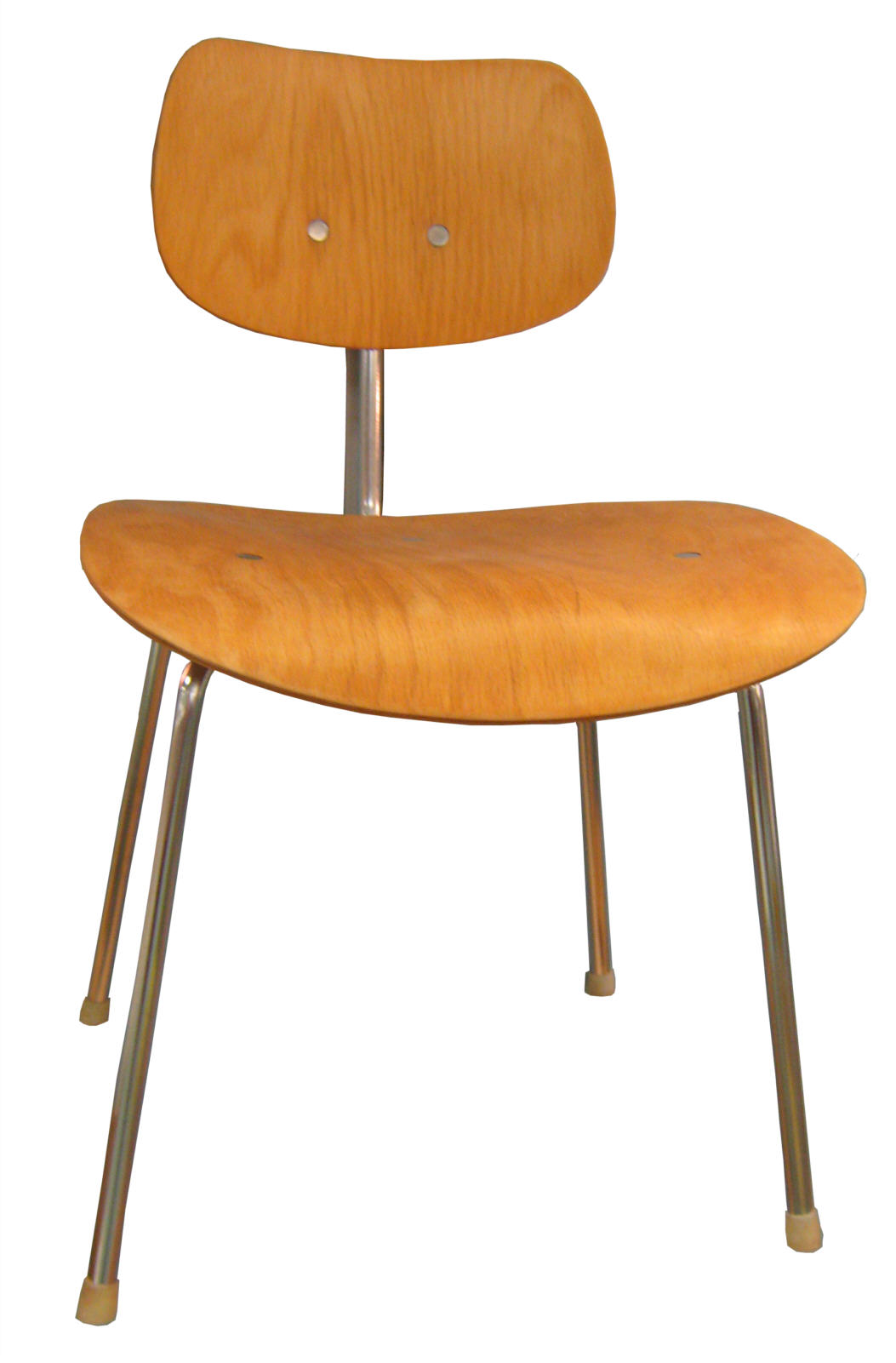
SE 68
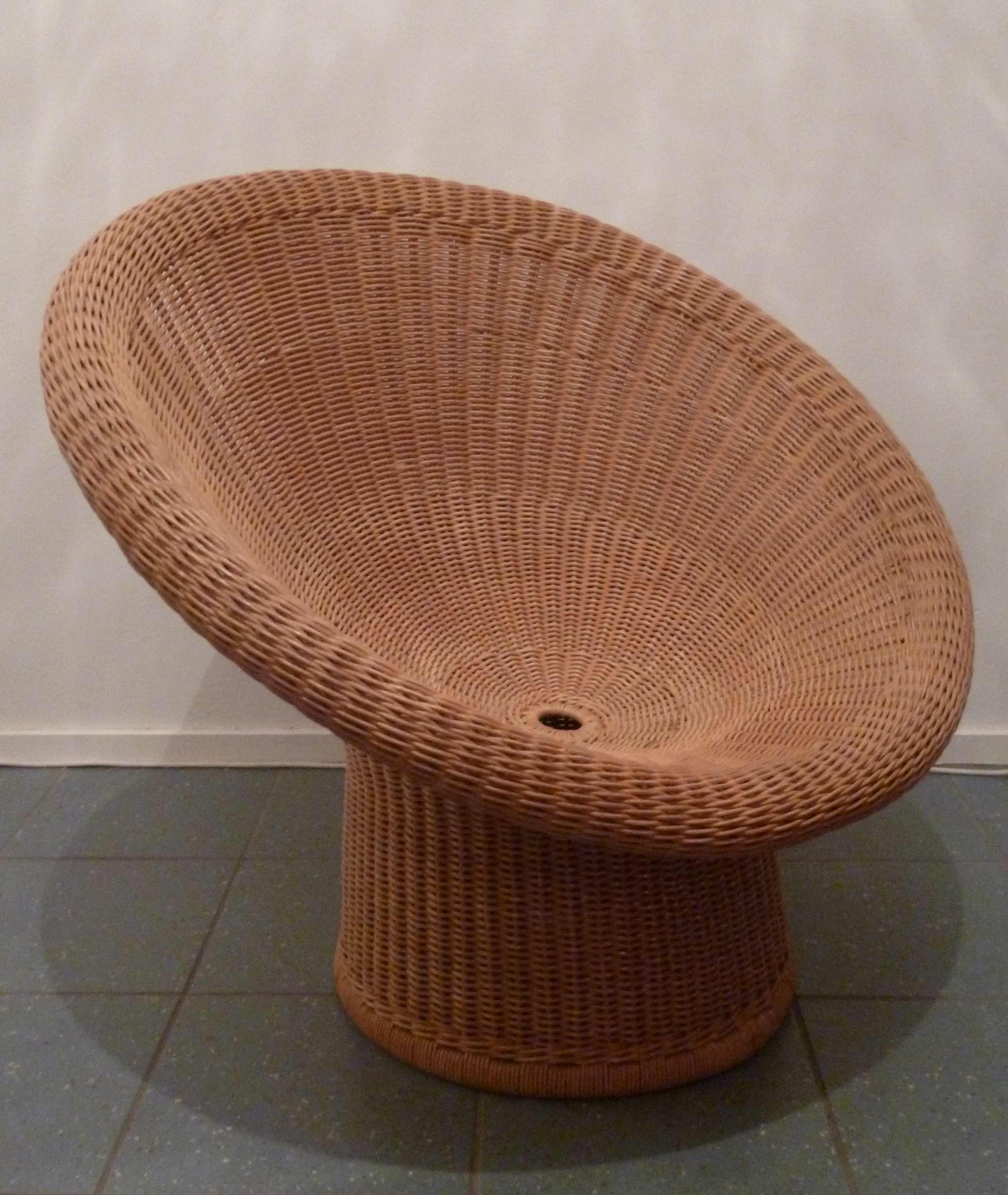
E 10
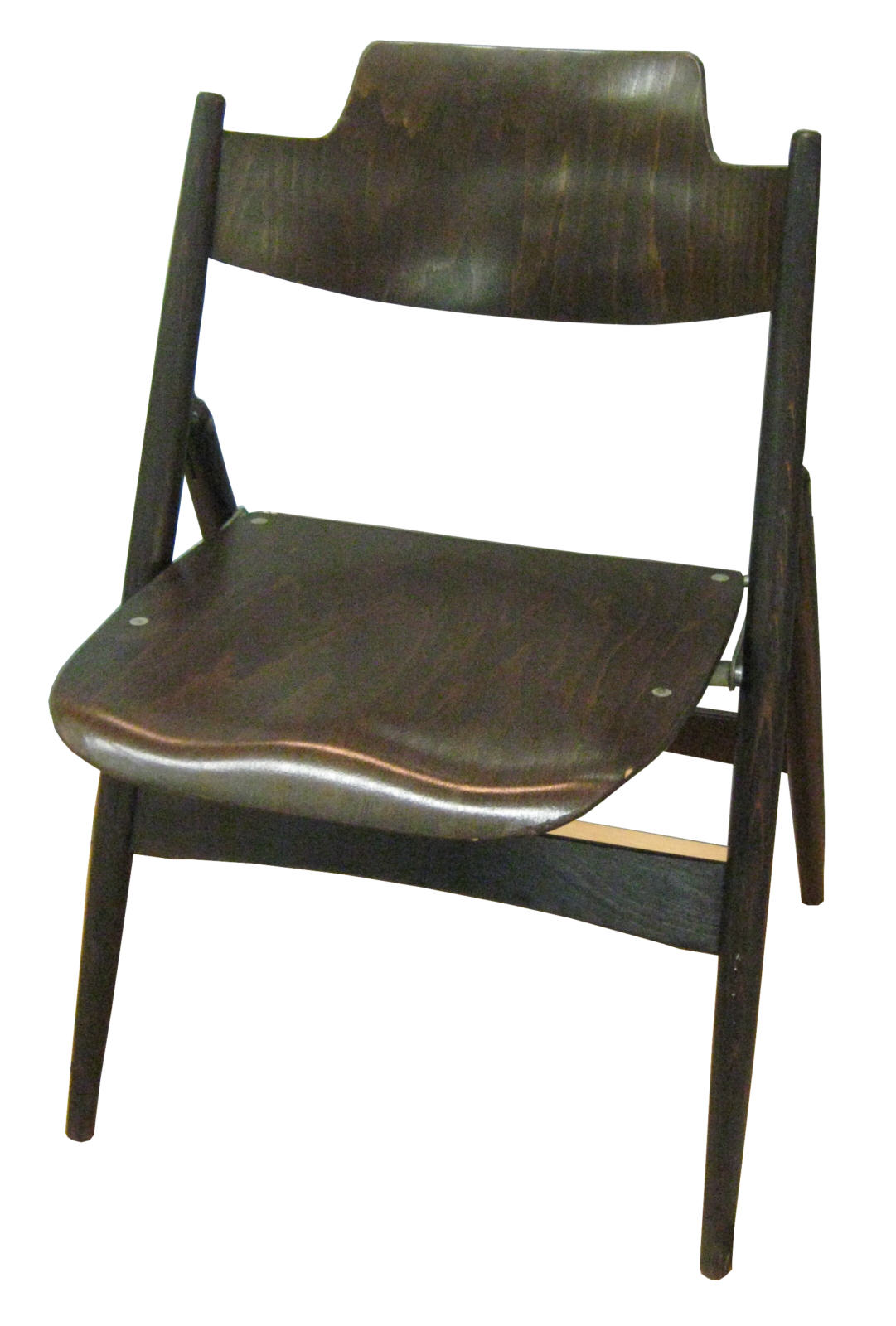
SE 18

## Ehrungen
- 1962: Berliner Kunstpreis
- 1968: Honorary Corresponding Member des Royal Institute of British Architects, London
- 1965: Ehrendoktorwürde der Technischen Universität Berlin
- 1968: Großer Preis des Bundes Deutscher Architekten
- 1968: Großes Bundesverdienstkreuz
- 1969: Hugo-Häring-Preis
- 1970: Mitglied des Ordens Pour le Mérite für Wissenschaft und Künste der Bundesrepublik Deutschland

Im Architekturgebäude des Karlsruher Instituts für Technologie, in dem Eiermann wirkte, trägt einer der Hörsäle seinen Namen. Anlässlich seines 100. Geburtstags erschien im September 2004 eine Sonderbriefmarke der Bundesrepublik Deutschland (Nennwert 100 Eurocent). 2009 wurde in Karlsruhe-Knielingen eine Straße nach dem Architekten benannt, die Egon-Eiermann-Allee.
Mit dem Egon-Eiermann-Preis für Studierende und junge Absolventen der Fachrichtung Architektur werden ganz im Geiste Eiermanns innovative Architekturentwürfe von gesellschaftlicher Relevanz gefördert. Der Preis wird alle zwei Jahre ausgelobt und ist von der Eternit GmbH Deutschland gestiftet. Er ist mit insgesamt 5.000 Euro dotiert.